# Braddocks Hay
Braddocks Hay – wieś w Anglii, w hrabstwie Staffordshire. Leży 34 km na północ od miasta Stafford i 227 km na północny zachód od Londynu.